# Ron Yeats
Ronald „Ron“ Yeats (* 15. November 1937 in Aberdeen; † 6. September 2024, Spitzname „Der Koloss“) war ein schottischer Fußballspieler, der besonders als Kapitän des FC Liverpool der 1960er Jahre bekannt wurde.

## Karriere
Bevor Yeats, auffällig durch seine über 1,90 m Körpergröße, 1957 als Verteidiger professioneller Fußballer beim damaligen Zweitligisten Dundee United wurde, arbeitete er in einer Schlachterei. 1961 wechselte er zum von Bill Shankly trainierten FC Liverpool und erreichte gleich in seiner ersten Spielzeit an der Anfield Road als Kapitän den Aufstieg in Englands erste Liga, wo die „Reds“ die erste Spielzeit als beachtlicher Sechster beendeten. In der Folgesaison schafften Yeats und seine Teamkameraden dann die große Sensation und wurden – nur zwei Jahre nach dem Aufstieg – englischer Meister. 1965 gewann Liverpool den FA Cup mit 2:1 gegen Leeds United, schied allerdings nach einigen dubiosen Schiedsrichterentscheidungen im Halbfinale des Europapokals gegen Inter Mailand aus. 1966 führte Yeats Liverpool, immer noch als Kapitän, zu einem erneuten Meistertitel, verlor jedoch auch das Finale des Europapokals der Pokalsieger gegen Borussia Dortmund. In Deutschland ist Yeats am ehesten durch seinen missglückten Rettungsversuch beim 2:1-Siegtor durch Reinhard Libuda in ebendiesem Spiel bekannt. 
Nachdem Liverpool im Vorjahr Zweiter wurde, beschloss Bill Shankly 1970, Yeats zusammen mit anderen Kop-Legenden, wie Ian St. John, auszusortieren, um einen Erneuerung- und Verjüngungsprozess einzuleiten. Nach 454 Spielen verließ Yeats 1971 Anfield und spielte auf der gegenüberliegenden Seite des Mersey noch für drei Jahre bei den Tranmere Rovers, bevor er zwei Jahre lang deren Trainer wurde. Danach verließ er Liverpool aber ganz, um noch ein Jahr für die Los Angeles Skyhawks in der North American Soccer League zu kicken, wo er auch prompt Meister wurde.

## Nach der Karriere
1986 kehrte Yeats zum FC Liverpool als Scout zurück und trat von diesem Posten erst 20 Jahre später, also 2006, zurück. Yeats wurde 2006 am 29. Stelle in der von über 110.000 Fans des FC Liverpool aufgestellten Liste „100 players who shook the Kop“ gewählt.
Im Januar 2024 wurde bekannt gegeben, dass Yeats an der Alzheimer-Krankheit leidet. Er starb am 6. September 2024 im Alter von 86 Jahren an deren Folgen.